# 戦争の惨禍
『戦争の惨禍』（せんそうのさんか、伊: Conseguenze della guerra、英: Consequences of War）、または『戦争の恐怖』（せんそうのきょうふ、英: Horror of war） は、フランドルのバロック期の巨匠ピーテル・パウル・ルーベンスが1638-1639年にキャンバス上に油彩で制作した絵画で、フェルディナンド2世・デ・メディチのために描かれた。三十年戦争で荒廃したヨーロッパについて批評したもので、画家はヨーロッパの状況を嘆くべく当時と古代の多くの象徴を用いている。ルネサンス以降、マルスが武器を置いて、恋人のヴィーナスと甘美な安らぎに浸っている場面はしばしば描かれたが、2人の別離を戦争の寓意として表したのはルーベンスの創作である。作品は、フィレンツェのパラティーナ美術館に所蔵されている。

## 象徴
ルーベンスは、本作で戦争の恐ろしさ、人々の苦難を文化の損失とともに表現するためにオリュンポスの神々たちを招集している。破壊された町、戦闘、軍隊などを描くことなく、画家は鑑賞者により広範囲に戦争の惨禍について考慮させることに成功している。
ルーベンスは、フェルディナンド2世・デ・メディチの宮廷画家ユストゥス・スステルマンスに宛てた手紙 (1638年3月12日付) で本作の寓意について言及している。

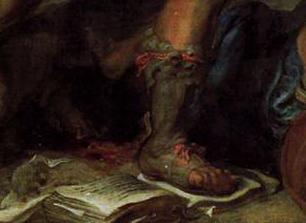
部分 (本と素描)

マルス: 古代ローマの戦争の神マルスは構図の中心的人物である。彼は盾と剣を持ち、胸当てとヘルメットを着けて前進している。彼の肌の色とマントは赤色で、戦争の神としての彼の特質がさらに強調されている。
本と素描: マルスの足元には本と素描がある。それらは、芸術と文字が彼の軍靴で踏みにじられる (戦争の混乱と暴力の中で忘れられる) ことを表現している。
ヤーヌスの寺院: 画面の左端には、軍神マルスにより扉を開けられた状態のヤーヌスの寺院が見える。古代ローマでは、この寺院は平和時には扉が閉められ、戦争時には開けられていた。この状況は、オウィディウスの『祭暦』に記述されている。

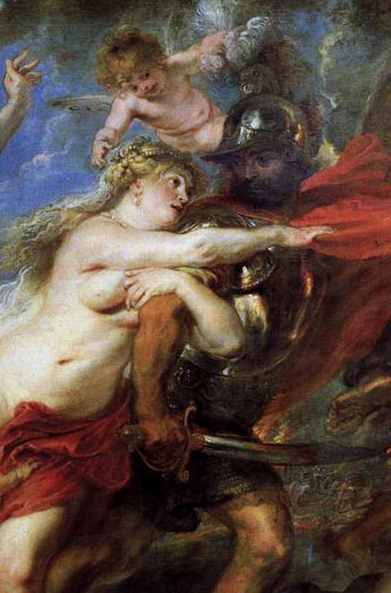
部分 (ヴィーナス、キューピッド、マルス)

ヴィーナス: 古代ローマの愛の女神ヴィーナス (マルスの愛人) は、マルスを制御して平和を維持しようと努力している。彼女の腕は彼の腕に回されているが、効果はない。一方で、彼女の表情は、マルスが前進することを止めるよう哀願している。ヴィーナスは、典型的なルーベンスの様式で豊満な裸体で描かれている (『マリー・ド・メディシスのマルセイユ上陸』《ルーヴル美術館、パリ》、『パリスの審判』《プラド美術館、マドリード》を参照のこと) 。ヴィーナスは、彼女を助けようとするキューピッドに伴われている。
アレークトー: 女神アレークトーは松明を高く掲げ、マルスを破壊の目的に駆り立てている。アレークトーは古代ギリシアとローマの怒りを表す擬人化された存在である。彼女は、ウェルギリウスの『アエネーイス』とダンテの『神曲』中の「地獄変」に登場する。アレークトーは、ギリシア語で「なだめられない、止むことのない怒り」を意味する。
疫病と飢饉: これらの戦争の惨禍は、場面の恐怖感を高めるためにアレークトーを先導する怪物として表されている。さらに、それらは意図的に黙示を暗示する。
ハルモニア―: ルーベンスは、調和を司る女神ハルモニア―をリュートを持つ女性として描いている。しかし、混乱した状況により彼女は地面に倒され、リュートは壊れている。リュートの破損は戦争の不調和を表す。
母: ハルモニア―の隣では母が子供を抱いている。ルーベンスが書き記しているところによると、このことは生殖や慈善を含め、いかに「戦争がすべてをダメにし、破壊するか」を表している。

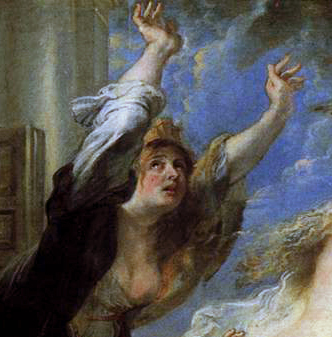
部分 (黒衣の女性)

建築家: 建築家と彼の工具もまた地面に落ちており、このことは戦争時には創造ではなく破壊が基準であることを示している。
矢: 矢がヴィーナスとキューピッドの近くの地面に落ちている。束ねられている時、矢は協調を表すが、現況ではその欠如を表す。矢の隣には、平和の象徴であるオリーヴの枝とケーリュケイオンがある。それらもまた、ヨーロッパに平和が欠如していることを示すために地面に投げ捨てられている。
黒衣の女性: ヴィーナスの隣にいる女性はヨーロッパとその苦難を表す。彼女の、十字架が上につけられた地球儀はキリスト教世界を表し、彼女のすぐ左側にいる小さな天使により運ばれている。

## 歴史的文脈
ルーベンスは、三十年戦争 (1618-1648年) への言及として『戦争の惨禍』を1638-1639年に描いた。戦争の原因は複雑で多様であるが、プロテスタントとカトリックの敵対関係が重要な役割を果たした。さらに、ヨーロッパにおける政治権力をめぐる争いが戦争を助長し、長引かせた。ほぼすべてのヨーロッパの国が長期間にわたる戦争の一時期に参戦した。スペイン、フランス、スウェーデン、デンマーク、ネーデルラント、オーストリア、ポーランド、オスマン帝国、神聖ローマ帝国などの国々であった。とりわけ、戦争はハプスブルク家とブルボン家 (フランス) との敵対関係の継続と拡大を意味した。
『戦争の惨禍』に描かれているように、戦乱はヨーロッパの多くの地域の破壊につながり、疫病と飢饉の発生ももたらした。戦争の多くはドイツの諸国家で起き、結果として大変な人口減少に見舞われることになった。三十年戦争は、1648年のオスナブリュックとミュンスターの条約、およびヴェストファーレン条約により終結した。

## 外交官ルーベンス
ルーベンスは偉大な画家であっただけでなく、情熱的で抜け目ない外交官で持った。ルーベンスはイサベル・クララ・エウへニアおよびスペイン領ネーデルラントと緊密な連携をしていたが、しばしば宮廷画家として旅行し、外国の君主たちを訪れる機会を持った。ルーベンスは、マントヴァ公爵、フェリペ4世、チャールズ1世、マリー・ド・メディシスなどと関係があった。ルーベンスは、平和をもたらすためスペイン領ネーデルラント、フランス、イングランドのために交渉をした。
実際に、ルーベンスは、多大な情熱と賢明さで三十年戦争の終結のために交渉をした。画家は伝統的な敵同士であったスペインとイングランドを平和な関係に導くよう努め、その後、オランダもスペインと平和な関係を持つようにスペインが圧力をかけることを望んだ。この時期、ルーベンスはフェリペ4世とチャールズ1世の間を行き来し、伝言、要求、譲歩の同意を携えた。その外交的努力により、ルーベンスは最終的にイサベル・クララ・エウへニアにより「ハプスブルク家の紳士」と宣言され、チャールズ1世により騎士の称号を賜った。
絵画の巨匠、そして信頼を受けた外交官としてのこの独自の立場は、明らかに『戦争の惨禍』に影響を与えた。絵画は、画家の真摯な平和への希求と、いかに戦争がヨーロッパを荒廃させたかということに対する彼の正当な恐怖を示している。実際、外交官としての任務により、彼はヨーロッパの状況と、戦争がもたらした惨禍についての多大の知識を得ることになった。

## 芸術様式
『戦争の惨禍』を含むルーベンスの作品は、フランドルのバロック絵画の絶頂を表している。ルーベンスの様式は汎ヨーロッパ的なものと評され、彼はイタリアのルネサンスとバロック期の画家たちの様式を融合し、自身の芸術様式を形成した。ミケランジェロ、ティツィアーノ、アンニーバレ・カラッチ、カラヴァッジョの作品が多かれ少なかれ、ルーベンスの絵画に影響を及ぼした。
鑑賞者は、ミケランジェロがルーベンスの人物描写への興味と技量に影響を与えたことを見てとる。『戦争の惨禍』は、ルーベンスのトレードマークとなっている女性像だけでなく、マルス、アレークトー、建築家たちの筋骨隆々たる身体像をも含んでいる。これらの筋骨隆々たる人物たちは、ミケランジェロの『最後の審判』 (システィーナ礼拝堂、ヴァチカン宮殿) 、『ダビデ像』 (アカデミア美術館、フィレンツェ) 、『アダムの創造』 (システィーナ礼拝堂、ヴァチカン宮殿)  に表された力強い人物像の例を想起させる。ルーベンスの芸術におけるこの傾向は、『キリスト昇架』 (聖母大聖堂、アントウェルペン) の著しく逞しい男性像に最もよく見て取れる。
ティツィアーノの影響は、女性の裸体像に最も明らかである。ルーベンスの女性像はティツィアーノの『鏡を見るヴィーナス』 (ワシントン・ナショナル・ギャラリー) と『ニンフと羊飼い』 (美術史美術館、ウィーン) に非常に類似している。しかし、ティツィアーノの最も名高い作品『ウルビーノのヴィーナス』 (ウフィツィ美術館、フィレンツェ) が疑いもなく『戦争の惨禍』のヴィーナスにインスピレーションを与えている。両作品のヴィーナス像の類似性は、見間違えようがない。
ルーベンスがアンニーバレ・カラッチから受けた影響は、部分的に本作の構図に見られる。人物で満たされた『戦争の惨禍』のドラマは、カラッチの『神々の愛』 (ファルネーゼ宮殿、ローマ) 、とりわけ「バッカスの勝利」を想起させる。さらに、カラッチは『エジプトへの逃避のある風景』 (ドーリア・パンフィーリ美術館、ローマ) において空間を表すために線描よりも色彩、光、影を慎重に用いたが、それはルーベンスの様式の主要な一部となった。実際、ルーベンスの様式は非常に色彩的なものとなった。